# Beerhalden
Beerhalden ist ein Einzelhof von Westhausen im Ostalbkreis in Baden-Württemberg.

## Beschreibung
Der Hof liegt etwa vier Kilometer nordöstlich von Westhausen.

## Geschichte
Der Ort wurde das erste Mal 1364 erwähnt, als es ein Lehen des Klosters Ellwangen an die Herren von Pfahlheim war.
Der Hof gehörte bis 1952 zur Stadt Lauchheim.